# Un bacio (Nayt)
Un bacio è il secondo album in studio del rapper italiano Nayt, pubblicato il 12 gennaio 2016.

## Tracce

### Un bacio
1. Un bacio – 3:12
2. Spettri – 3:38
3. Fingono – 3:36
4. Sei qui – 2:37
5. Voglio di più – 2:45
6. Ancora in piedi – 3:26
7. Lulu – 3:26
8. Sul mio palco – 3:46
9. Niente da perdere – 3:09
10. Ghiaccio – 2:21

### Un bacio (Deluxe Edition)
1. Fuori – 2:51
2. Un giorno nero – 3:28
3. Una sola – 2:59
4. Via da qui – 2:59
5. Forse – 1:38
6. Come fare – 3:04
7. Un bacio – 3:12
8. Spettri – 3:38
9. Fingono – 3:36
10. Sei qui – 2:37
11. Voglio di più – 2:45
12. Ancora in piedi – 3:26
13. Lulu – 3:26
14. Sul mio palco – 3:46
15. Niente da perdere – 3:09
16. Ghiaccio – 2:21
17. Fingono (Acoustic version) – 3:05
18. Lulu (Acoustic version) – 3:26
19. Cos'è l'amore – 3:46